# 桥头镇 (社旗县)
桥头镇，是中华人民共和国河南省南阳市社旗县下辖的一个乡镇级行政单位。
```
 桥头镇现今农业较为发达，历史上曾经作为赊店古城与外贸易重要的码头，故名桥头。
 其人民赖以为生的珍珠河在20世纪90年代前曾盛产珍珠，河两岸也产珍珠小麦，清朝时珍珠和珍珠小麦都是贡品。因气候变化及环境污染问题已绝迹。有古桥遗址，上书“桐溪毓秀”，当地流传徐霞客曾游于此地，用“铜底铁帮珍珠河”来形容其盛景。
```

## 行政区划
桥头镇下辖以下地区：
桥头街村、许庄村、小河流村、史庄村、陶庄村、范朱刘村、相庄村、何营村、姚营村、泥河村、老庄村、明章村、王蛮村、王坊村、吴氏营村、新街村、任沟村和石桥村。